# Clynotis saxatilis
Clynotis saxatilis är en spindelart som först beskrevs av Arthur Urquhart 1885 [1886.  Clynotis saxatilis ingår i släktet Clynotis och familjen hoppspindlar. Inga underarter finns listade i Catalogue of Life.